# 哦！我的皇帝陛下
《哦！我的皇帝陛下》（英語：Oh！My Emperor），2018年中国大陆古装架空电视剧。由谷嘉诚、赵露思、伍嘉成、肖战、彭楚粤、焉栩嘉、谢林彤、宋楠惜、王嵛联合主演该剧将采取季播模式，分两季播出，腾讯视频VIP会员抢先看。第一季已于2018年4月25日腾讯视频首播，第二季于2018年5月23日播出。

## 播放時間及平台

### 首播
| 頻道         | 所在地   | 劇名                           | 首播日期      | 播出時間                                                         | 备注     |
| ------------ | -------- | ------------------------------ | ------------- | ---------------------------------------------------------------- | -------- |
| 腾讯视频     | 中国     | 《哦！我的皇帝陛下》第一季     | 2018年4月25日 | 腾讯视频VIP会员：抢先看下周 非会员：每每周三－周五20：00更新一集 |          |
| 腾讯视频     | 中国     | 《哦！我的皇帝陛下》第二季     | 2018年5月23日 | 腾讯视频VIP会员：抢先看下周 非会员：每每周三－周五20：00更新一集 |          |
| CHOCO TV     | 臺灣     |                                | 2018年4月25日 | 每周四－周六00：00更新                                           |          |
| KKTV         | 臺灣     | 《哦！我的皇帝陛下》第一季     | 2018年4月26日 | 每周四－周六00：00更新                                           |          |
| KKTV         | 臺灣     | 《哦！我的皇帝陛下》第二季     | 2018年5月24日 | 每周四－周六00：00更新                                           |          |
| 愛爾達影劇台 | 臺灣     | 《哦！我的皇帝陛下》第一、二季 | 2023年2月20日 | 星期一至五 18:00 - 20:00                                         | 兩集連播 |
| dimsum       | 马来西亚 | 《哦！我的皇帝陛下》第一季     | 2018年5月8日  | 每周四到周六 00:00 更新                                          |          |
| dimsum       | 马来西亚 | 《哦！我的皇帝陛下》第二季     | 2018年5月24日 | 每周四到周六 00:00 更新                                          |          |

## 演员列表

### 主要演员
| 演員   | 角色     | 介紹 |
| 赵露思 | 洛菲菲   | 21世紀的水逆體質少女 聖瑪麗亞醫院外科實習醫生，因在趕往偶像見面會的路途中發生意外，穿越至黃道國。 黃道國「宸王」舞姬，後進宮為宮女。表面身份為「宸王」王妃，實際上與北堂弈是互相喜歡。 綽號：小姐姐（北堂棠稱）、小財迷（北堂墨染稱）、飯桶姐姐（蟲蟲稱） 蛇夫座星主，異能：治疗                                                                                    |
| 谷嘉诚 | 佳成     | 當代最紅歌手，洛菲菲偶像。和北堂弈長的一模一樣。 |
| 谷嘉诚 | 北堂弈   | 黃道國「皇帝」 昵称：龍蛋（洛菲菲專屬） 綽號：凶巴巴大哥哥（蟲蟲稱）、 為人不解風情，說話直接。表面面癱無表情，卻只有在對著洛菲菲時候才會露出少有的表情和笑容。與洛菲菲是互相喜歡，對洛菲菲一見鍾情。原本因蛇夫座前任星主刺殺父皇的事情，對蛇夫座恨之入骨，但後來得知真相後，替蛇夫座洗刷清白，正名歸位。 和洛菲菲的偶像，佳成長得一模一樣。 摩羯座星主，異能：石化 |
| 伍嘉成 | 北堂棠   | 黃道國「唐王」 北堂弈之弟，爱慕夏冰。 綽號：大白牙（洛菲菲稱） 雙魚座星主，異能：分身-孤影成雙 |
| 肖战   | 北堂墨染 | 黃道國「宸王」 北堂弈的皇叔，实际与北堂奕众人年纪一样，奉先皇之命輔佐北堂弈。初期手掌兵權，後將其歸還給北堂弈。 愛慕洛菲菲，对她特别温柔，為將其從太皇太后手上救出免為一死，對外宣稱與其有媒妁之約，洛菲菲是「宸王」王妃。最后看到洛菲菲和北堂奕在一起选择放手。 綽號：好看的大哥哥（蟲蟲稱） 水瓶座星主，異能：預知                                                |
| 彭楚粤 | 白无尘   | 黃道國「禮部尚書」 爱慕楚胜男，與其從小便訂有娃娃親。 處女座星主，異能：移物 |
| 焉栩嘉 | 尚羽     | 黃道國「宸王」書僮 牡羊座星主，異能：速度 |
| 谢林彤 | 楚胜男   | 黃道國「女大將軍」 暱稱：大力（白無塵專屬） 與白无尘從小便訂有娃娃親。 獅子座星主，異能：獅吼功 |
| 宋楠惜 | 谢嫣然   | 黃道國「丞相千金」 被太皇太后指定為北堂弈皇后人選卻一心愛慕宸王，最后跟宸王表明心意决定放下 巨蟹座星主，異能：隱身-飛星遁影 |
| 王嵛   | 夏冰     | 獵戶國「公主」 表面上是来黄道国与北堂棠和亲，实际是猎户国国师派来的。后在和北堂棠相处过程中慢慢喜欢上了他。 |

### 其他演员
| 演員   | 角色       | 介紹 |
| 刘美希 | 太皇太后   | 黃道國「太皇太后」 北堂墨染之母后，北堂弈、北堂棠之祖母。母國為獵戶國。 第二季16集被獵戶國「國師」靈魂附身。                                              |
| 郭子凡 | 北堂靖     | 黃道國「太上皇」 北堂弈、北堂棠之父皇。 前任摩羯座星主。因狂化而被秦政刺死。                                                                              |
| 陈泽希 | 苏寻仙     | 黃道國「大皇商」 雙子座星主，異能：百語 |
| 刘浪   | 張天正     | 黃道國「欽天監」 天秤座星主，異能：強制 |
| 李蓓玺 | 梅大仁     | 黃道國「戶部尚書」 金牛座星主，異能：精算 |
| 周卓   | 房建       | 黃道國「護皇兵長」 天蠍座星主，異能：反彈 |
| 黄天宇 | 西風烈     | 黃道國「宸王」侍衛 射手座星主，異能：控火 |
| 赵磊   | 谷磊       | 黃道國「大臣」 前任雙子座星主。 |
| 夏之光 | 瑶光       | 黃道國「大臣」 前任天蠍座星主。 |
| 王竟力 | 秦政       | 黃道國「大臣」 前任蛇夫座星主。因刺殺北堂靖而遭大臣們當眾刺死。                                                                                           |
| 李嘉诚 | 德海       | 黃道國「皇上貼身太監」 |
| 闫妍   | 小娇       | 宸王指派照顧菲菲的貼身丫鬟 |
| 戴明   | 项問天     | 蛇夫座族長兼長老，蟲蟲的爺爺。 |
| 方星野 | 碧莲       | 黃道國「大司药」 太皇太后身邊紅人，掌管星役坊。爱慕北堂弈。從獵戶國來。在第二季15集中，暗殺洛菲菲失敗，遭北堂弈反擊身亡。                                 |
| 崔璨   | 忘言       | 獵戶國「國師」 附身於小孩身上，後在第二季16集中靈魂轉移附身於太皇太后。一心想毀滅黃道國從而代之，視蛇夫座為最大威脅，欲除之，試圖嫁禍狂人症為蛇夫座所為。 |
| 程小夏 | 虫虫       | 蛇夫座族人，項問天孫女。 |
| 杨琳   | 小荷       | 谢嫣然丫鬟。 |
| 王淼   | 元娘       | 紅鸞院的板娘。 |
| 孟浩强 | 大犬       | |
| 王远达 | 小犬       | |
| 周铁   | 猎户国国主 | |
| 覃海涛 | 枕星栈老板 | |

## 网络剧原声带
| 网剧《哦！我的皇帝陛下》原声专辑 | 网剧《哦！我的皇帝陛下》原声专辑   | 网剧《哦！我的皇帝陛下》原声专辑 | 网剧《哦！我的皇帝陛下》原声专辑 | 网剧《哦！我的皇帝陛下》原声专辑 |
| 曲序                             | 曲目                               |                                  | 作曲                             | 演唱                             |
| -------------------------------- | ---------------------------------- | -------------------------------- | -------------------------------- | -------------------------------- |
| 1.                               | 我想给你（片头曲）                 | 袁博/ 晓川                       | 袁博                             | X玖少年团                        |
| 2.                               | 境迁（合唱版）（片尾曲）           | 裴志森                           | 张洢豪                           | 王心凌、伍嘉成                   |
| 3.                               | 两个世界（插曲）                   | 张洢豪                           | 张洢豪                           | 张洢豪                           |
| 4.                               | 她（插曲）                         | 廖俊涛                           | 廖俊涛                           | 廖俊涛                           |
| 5.                               | 境迁（独唱版）（插曲）             | 裴志森                           | 张洢豪                           | 王心凌                           |
| 6.                               | 踩影子（插曲）                     | 彭楚粤                           | 彭楚粤                           | 肖战                             |
| 7.                               | 有你的世界（插曲）                 | 袁博                             | 袁博                             | 彭楚粤                           |
| 8.                               | 好像掉进爱情海里（独唱版）（插曲） | 张洢豪                           | 张洢豪                           | 赵露思                           |
| 9.                               | 好像掉进爱情海里（合唱版）（插曲） | 张洢豪                           | 张洢豪                           | 谷嘉诚、赵露思                   |
| 10.                              | 有你的世界（合唱版）（插曲）       | 袁博                             | 袁博                             | 彭楚粤、谢林彤                   |